# IEEE Transactions on Information Technology in Biomedicine
IEEE Transactions on Information Technology in Biomedicine is een internationaal, aan collegiale toetsing onderworpen wetenschappelijk tijdschrift over het gebruik van informatica en informatiesystemen in de biomedische wetenschappen. De naam wordt in literatuurverwijzingen meestal afgekort tot IEEE Trans. Inform. Tech. Biomed. Het wordt uitgegeven door het Institute of Electrical and Electronics Engineers en verschijnt 4 keer per jaar.